# Паволоцьке повстання
Паволоцьке повстання 1663 — виступ населення Паволоцького полку проти політики гетьмана П.Тетері. Його причинами стали поновлення польсько-шляхетських порядків, зловживання євреїв-орендарів і спекуляції купців. Спалахнуло в третій декаді травня 1663 з ініціативи й під проводом колишнього паволоцького полковника І.Поповича, котрий прагнув змістити П.Тетерю й визнати владу наказного лівобережного гетьмана Я.Сомка. У Паволочі та інших поселеннях полку повстанці розправлялися зі шляхтою, урядниками, орендарями, купцями, заможними міщанами. До середини червня 1663 Паволоцьке повстання придушили, а його керівників після тортур стратили.